# Diócesis de Aosta
La diócesis de Aosta (en latín: Dioecesis Augustana y en italiano: Diocesi di Aosta) es una circunscripción eclesiástica de la Iglesia católica en Italia. Se trata de una diócesis latina, sufragánea de la arquidiócesis de Turín. Desde el 9 de noviembre de 2011 su obispo es Franco Lovignana.

## Territorio y organización

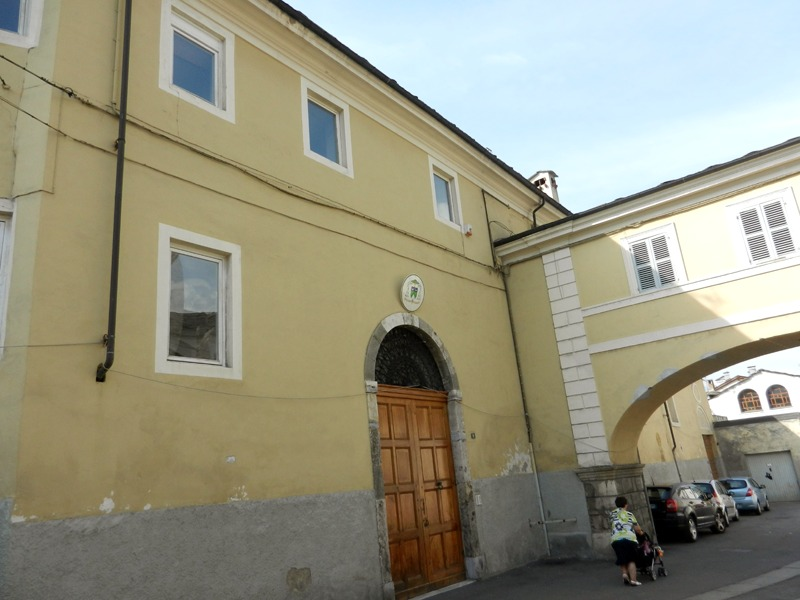
Palacio episcopal de Aosta

La diócesis tiene 3262 km² y extiende su jurisdicción sobre los fieles católicos de rito latino residentes en la región del Valle de Aosta. Dos casos son excepciones: el límite de la parroquia de Pont-Saint-Martin está marcado por el arroyo Lys, mientras que el límite comunal de Pont-Saint-Martin se ha extendido desde hace algunas décadas, con nuevas viviendas, mucho más allá del Lys, en el territorio de la parroquia de Carema y luego en la diócesis de Ivrea. Las autoridades diocesanas, para evitar inconvenientes, han garantizado que los habitantes que residen en Pont-Saint-Martin se refieran a la parroquia de la diócesis de Aosta, sin perjuicio de la integridad territorial de la diócesis de Ivrea y de la parroquia de Carema. La parroquia de San Nicolás de La Thuile también incluye una porción más pequeña del municipio francés de Séez, donde se encuentra el antiguo hospicio del Pequeño San Bernardo.
La sede de la diócesis se encuentra en la ciudad de Aosta, en donde se halla la Catedral de Santa María Asunta.
En 2022 en la diócesis existían 93 parroquias agrupadas en 4 zonas pastorales: Alta Valle-Courmayeur, Media Valle-Châtillon, Aosta città y Bassa Valle-Pont-Saint-Martin.
La liturgia se lleva a cabo en italiano, con algunos servicios (especialmente las lecturas) en francés. Las canciones suelen estar en francés. Algunas parroquias, en particular la de Saint-Martin-de-Corléans en Aosta, ofrecen la liturgia íntegramente en francés.

## Historia
El primer obispo de Aosta históricamente documentado es Eustasio: en su lugar, el sacerdote Grato, que le sucedió, firmó las actas del segundo sínodo de Milán (451); tras él se conocen los obispos Grato, que posteriormente se convirtió en patrono de la diócesis (la fiesta se celebra el 7 de septiembre), y Jocundo. Por lo tanto, la existencia de la diócesis está atestiguada con certeza desde mediados del siglo V.
Tras la dependencia inicial de la sede metropolitana de Milán, en la época lombarda estuvo sujeta a la autoridad metropolitana del arzobispo de Vienne; hacia mediados del siglo IX pasó a formar parte, con Sion en Valais y Saint-Jean de Maurienne, de la provincia eclesiástica de Tarentaise en Saboya.
Dos grandes santos medievales eran nativos de la diócesis: san Anselmo (1033-1109), abad de Bec-Hellouin y más tarde arzobispo de Canterbury; san Bernardo (1008), que fue archidiácono de Aosta y fundador del monasterio que lleva su nombre en la cima del Gran San Bernardo.
Otra figura diocesana importante fue Antonio di Challant: miembro de la poderosa familia del mismo nombre, arzobispo de Tarentaise, fue creado cardenal y desempeñó un papel destacado en el Concilio de Constanza (1414-1418).
El 7 de septiembre se celebra la fiesta del patrono san Grato. Desde la antigüedad la diócesis se ha caracterizado por un rito propio (Almae Ecclesiae Augustensis ritus), suprimido por autoridad de la Santa Sede en 1829. En las parroquias de la diócesis, el Ángelus no suena al mediodía, sino aproximadamente una hora antes, hora en la que el Consejo votó la detención del heresiarca Calvino por orden del alguacil Mathieu de Lostan: según una tradición no confirmada por documentos, Calvino llegó a Aosta en 1536 y escapó, gracias a la ayuda de algunos simpatizantes locales, refugiándose en Suiza a través de la Fenêtre de Durand: en memoria de este acontecimiento se erigió en 1541 la Cruz de Calvino. Mientras tanto, la Reforma protestante se había impuesto en Vaud, en Ginebra, en el País de Gex y en la zona de Chablais, y la Confederación Suiza pretendía arrebatar el Valle de Aosta a la Casa de Saboya, pero este acontecimiento habría marcado el fracaso del Valle para convertirse al protestantismo.
Con motivo de la reorganización de las diócesis piamontesas deseada por Napoleón Bonaparte, la sede de Aosta, junto con los monasterios locales, fue suprimida por el papa Pío VII el 1 de junio de 1803 y su territorio incorporado al de la diócesis de Ivrea mediante el breve Gravissimis causis. La sede fue reconstituida el 17 de julio de 1817 mediante la bula Beati Petri del papa Pío VII y nombrada sufragánea de la arquidiócesis de Chambéry.
Recién en 1862, tras la cesión de Saboya a Francia, la diócesis pasó a formar parte de la provincia eclesiástica de Turín.
Hasta 1951 el obispo de Aosta llevaba el título nobiliario de conde, estampando el escudo con la corona correspondiente, en virtud del poder temporal ejercido desde al menos 1200 sobre el feudo de Cogne, en el que poseía también un castillo que aún se conserva parcialmente transformado. (castillo real) en la iglesia parroquial de un lugar de renombre en el corazón del parque del Gran Paradiso. También fue señor feudal de Issogne, feudo que, dotado de un modesto castillo, fue cedido a los condes de Challant en el siglo XV.
A la entrada de cada nuevo obispo, es tradición que las autoridades lo reciban a la entrada del valle, en Pont-Saint-Martin, ofreciéndole un sombrero verde.

## Estadísticas
Según el Anuario Pontificio 2023 la diócesis tenía a fines de 2022 un total de 121 817 fieles bautizados.
| Año                                                                             | Población            | Población | Población      | Sacerdotes | Sacerdotes    | Sacerdotes    | Bautizados por sacerdote | Diáconos permanentes | Religiosos | Religiosos | Parroquias |
| Año                                                                             | Bautizados católicos | Total     | % de católicos | Total      | Clero secular | Clero regular | Bautizados por sacerdote | Diáconos permanentes | Varones    | Mujeres    | Parroquias |
| ------------------------------------------------------------------------------- | -------------------- | --------- | -------------- | ---------- | ------------- | ------------- | ------------------------ | -------------------- | ---------- | ---------- | ---------- |
| 1905                                                                            | ?                    | 82 000    | ?              | 212        | 188           | 24            | ?                        | ?                    | ?          | ?          | 87         |
| 1950                                                                            | 89 700               | 90 000    | 99.7           | 166        | 148           | 18            | 540                      |                      | 20         | 252        | 89         |
| 1959                                                                            | 100 000              | 100 276   | 99.7           | 171        | 146           | 25            | 584                      |                      | 36         | 263        | 90         |
| 1970                                                                            | 108 550              | 108 851   | 99.7           | 176        | 144           | 32            | 616                      |                      | 47         | 233        | 94         |
| 1980                                                                            | 112 754              | 114 176   | 98.8           | 170        | 132           | 38            | 663                      | 1                    | 50         | 215        | 94         |
| 1990                                                                            | 113 350              | 115 216   | 98.4           | 160        | 125           | 35            | 708                      | 9                    | 47         | 147        | 93         |
| 1999                                                                            | 118 408              | 120 700   | 98.1           | 144        | 107           | 37            | 822                      | 10                   | 40         | 142        | 93         |
| 2000                                                                            | 118 400              | 120 700   | 98.1           | 143        | 104           | 39            | 827                      | 11                   | 43         | 138        | 93         |
| 2001                                                                            | 118 385              | 120 952   | 97.9           | 137        | 101           | 36            | 864                      | 1                    | 39         | 131        | 93         |
| 2002                                                                            | 118 000              | 120 870   | 97.6           | 136        | 100           | 36            | 867                      | 12                   | 40         | 128        | 93         |
| 2003                                                                            | 118 000              | 120 800   | 97.7           | 134        | 101           | 33            | 880                      | 12                   | 37         | 126        | 93         |
| 2004                                                                            | 117 700              | 121 000   | 97.3           | 134        | 101           | 33            | 878                      | 13                   | 36         | 268        | 93         |
| 2006                                                                            | 119 546              | 122 589   | 97.5           | 124        | 96            | 28            | 964                      | 13                   | 38         | 135        | 93         |
| 2012                                                                            | 128 943              | 133 218   | 96.8           | 104        | 80            | 24            | 1239                     | 15                   | 36         | 123        | 93         |
| 2015                                                                            | 125 336              | 128 612   | 97.5           | 108        | 79            | 29            | 1160                     | 16                   | 38         | 111        | 93         |
| 2018                                                                            | 124 043              | 127 797   | 97.1           | 107        | 80            | 27            | 1159                     | 15                   | 35         | 101        | 93         |
| 2020                                                                            | 122 963              | 127 271   | 96.6           | 94         | 74            | 20            | 1308                     | 15                   | 25         | 82         | 93         |
| 2022                                                                            | 121 817              | 125 497   | 97.1           | 87         | 68            | 19            | 1400                     | 14                   | 25         | 103        | 93         |
| Fuente: Catholic-Hierarchy, que a su vez toma los datos del Anuario Pontificio. |                      |           |                |            |               |               |                          |                      |            |            |            |

## Episcopologio
- Eustasio † (mencionado en 451)[nota 1]
- San Grato † (segunda mitad del siglo V)
- San Jocundo † (antes de 501-después de 502)
- Anónimo † (circa 507/511-circa 522 falleció)
- Agnello † (?-29 de abril de 528 falleció)[nota 2]
- San Gallo † (15 de julio de 529 consagrado-5 de octubre de 546 falleció)[nota 3]
- Ploceano (Plocéan) † (VI o VIII)
- Ratborno † (antes de 876-después de 877)
- Liutfredo † (mencionado en 966 o 969)[nota 4]
- Anselmo I † (circa 994[nota 5]-14 de enero de 1026 falleció)
- Burcardo di Savoia † (antes del 10 de marzo de 1026-después de julio de 1033 nombrado arzobispo de Lyon)
- Anónimo † (circa 1062-circa 1063)
- Anselmo II † (1075 o 1090)[nota 6]
- Bosone de la Porte Saint-Ours I † (antes de 1099-después de 1113 o 1114)
- Eriberto o Erberto † (antes de noviembre de 1132-después de marzo de 1138)
- Armanno † (mencionado en 1141)
- Bosone de la Porte Saint-Ours II † (?)
- Hugues d'Avise † (mencionado en 1147)
- Beato Arnolfo (Arnulphe) d'Avise † (antes de 1152-después de octubre de 1158)
- Guillaume de la Palud de Gressan † (antes de noviembre de 1161-fines de 1170 falleció)
- Aymon de la Porte Saint-Ours † (fines de 1170 o inicio de 1071-después de abril de 1176 falleció)
- Guy † (antes de junio de 1180-después de agosto de 1185 falleció)
- Valbert † (antes de mayo de 1186-26 de octubre de 1212 falleció)
- Giacomo da Porzia † (antes de abril de 1213-1219 nombrado obispo de Asti)
- Beato Bonifacio I di Valperga † (17 de julio de 1219-25 de abril de 1243 falleció)
  - Rodolphe du Châtelard de La Salle † (18 de diciembre de 1243-2 de marzo de 1246 nombrado arzobispo de Tarentaise) (obispo electo)[nota 7]
- Pierre de Pra † (antes de septiembre de 1246-después de abril de 1256 falleció)
- Pierre d'Etroubles † (antes de diciembre de 1258-1 de septiembre de 1259 falleció)
- Pietro di Sarre o du Palais † (antes de diciembre de 1260-después de julio de 1263 falleció)[nota 8]
- Umberto di Villette † (antes del 25 de abril de 1266-29 de marzo de 1272 falleció)
- Aimone di Challant † (antes del 30 de agosto de 1272-21 de diciembre de 1273 nombrado obispo de Vercelli)
- Simon de Duin † (antes del 1 de febrero de 1275[nota 9]-20 de enero de 1283 falleció)
- Niccolò de Bersatori I † (antes de diciembre de 1283-7 de octubre de 1301 falleció)
- Beato Emerico de Quart † (1302-1 de septiembre de 1313 falleció)
- Arduce de Pont-Saint-Martin † (1314-marzo de 1327 falleció)[nota 10]
- Niccolò de Bersatori II † (22 de septiembre de 1327-febrero de 1361 falleció)
- Beato Emerico II de Quart † (22 de octubre de 1361-10 de octubre de 1375 falleció)
- Bonifacio di Challant † (27 de octubre de 1375-27 de agosto de 1376 falleció)
- Jacques Ferrandin de Saint-Marcel † (14 de febrero de 1377-7 de julio de 1399 falleció)[nota 11]
- Pierre Gerbaix de Sonnaz, O.F.M. † (31 de octubre de 1399-18 de enero de 1410 falleció)
- Oger Moriset † (12 de enero de 1411-11 de febrero de 1433 nombrado obispo de Saint-Jean de Maurienne)
- Giorgio de Saluzzo † (16 de febrero de 1433-antes del 10 de abril de 1440 nombrado obispo de Lausana)
- Jean de Prangins † (antes del 10 de abril de 1440-23 de octubre de 1444 nombrado arzobispo titular de Nicea[nota 12])
- Antoine de Prez (o Desprez) † (23 de octubre de 1444-1463 falleció)
- François de Prez † (4 de agosto de 1464-22 de mayo de 1511 falleció)
- Ercole d'Azeglio † (22 de agosto de 1511-6 de junio de 1515 falleció)
- Amedeo Berruti † (1515-febrero de 1525 falleció)
  - Sede vacante (1525-1528)
  - Álvaro Rodríguez † (1527-24 de enero de 1528 renunció) (obispo electo)
- Pietro Gazino (o Pierre Gazin), C.R.L. † (24 de enero de 1528-1556 falleció)
- Marcantonio Bobba (Marc-Antoine Bobba) di Rossignano † (14 de junio de 1557-1568 renunció)
- Jérôme Ferragatta, O.E.S.A. † (30 de abril de 1568-24 de julio de 1572 falleció)
- César Gromis † (19 de noviembre de 1572-25 de junio de 1585 falleció)
- Jean Geoffroi (o Godefroy) Ginod † (16 de julio de 1586-26 de febrero de 1592 falleció)[nota 13]
- Honoré Lascaris di Ventimiglia, C.R.S.A. † (23 de marzo de 1594-11 de julio de 1595 falleció)
- Barthélemy Ferrero † (5 de mayo de 1595-4 de agosto de 1607 falleció)
  - Sede vacante (1607-1611)
- Louis Martini † (31 de enero de 1611-10 de diciembre de 1621 falleció)[nota 14]
- Jean-Baptiste Vercellin † (13 de febrero de 1623-17 de marzo de 1651 falleció)[nota 15]
  - Sede vacante (1651-1656)
- Philibert Milliet de Faverges † (16 de octubre de 1656-29 de julio de 1658 nombrado obispo de Ivrea)
- Antoine Philibert (Albert) Bailly, B. † (13 de enero de 1659-3 de abril de 1691 falleció)
- Alexandre Lambert de Soyrier † (25 de junio de 1692-24 de noviembre de 1698 nombrado obispo de Ivrea)
- François-Amédée Milliet d'Arvillars † (5 de enero de 1699-25 de junio de 1727 nombrado arzobispo de Tarentaise)
- Jacques Rambert † (26 de noviembre de 1727-16 de septiembre de 1728 falleció)
- Jean Grillet, O.P. † (3 de octubre de 1729-14 de septiembre de 1730 falleció)
  - Sede vacante (1730-1741)
- Pierre-François de Sales de Thorens † (17 de abril de 1741-29 de noviembre de 1783 falleció)
- Paul-Joseph Solar † (20 de septiembre de 1784-15 de mayo de 1803 renunció)
  - Sede suprimida (1803-1817)
- André-Marie de Maistre † (16 de marzo de 1818-18 de julio de 1818 falleció)
- Jean-Baptiste Marie Aubriot de la Palme † (29 de marzo de 1819-30 de julio de 1823 renunció)
- Évase-Second-Victor Agodino † (12 de julio de 1824-24 de abril de 1831 falleció)
- André Jourdain † (2 de julio de 1832-29 de mayo de 1859 falleció)
  - Sede vacante (1859-1867)
- Jacques-Joseph Jans di Lillianes † (22 de febrero de 1867-21 de marzo de 1872 falleció)
- Joseph-Auguste Duc † (29 de julio de 1872-16 de diciembre de 1907 renunció[nota 16])
- Jean-Vincent Tasso, C.M. † (17 de febrero de 1908-24 de agosto de 1919 falleció)
- Claudio Angelo Giuseppe Calabrese † (7 de mayo de 1920-7 de mayo de 1932 falleció)
- Francesco Imberti † (23 de julio de 1932-10 de octubre de 1945 nombrado arzobispo de Vercelli)
- Maturino Blanchet, O.M.I. † (18 de febrero de 1946-15 de octubre de 1968 retirado[nota 17])
- Ovidio Lari † (15 de octubre de 1968-30 de diciembre de 1994 retirado)
- Giuseppe Anfossi (30 de diciembre de 1994-9 de noviembre de 2011 retirado)
- Franco Lovignana, desde el 9 de noviembre de 2011